# Station Borghetto
Station Borghetto is een spoorwegstation aan de Brennerspoorlijn bij het dorp Borghetto sull'Adige in de gemeente Avio (Italië-Trentino). Het station ligt bij de grens tussen de provincie Trente en de provincie Verona.